# Poșaga
Poșaga (in ungherese Podsága) è un comune della Romania di 1 249 abitanti, ubicato nel distretto di Alba, nella regione storica della Transilvania.
Il comune è formato da un insieme di 7 villaggi: Corțești, Incești, Lunca, Orăști, Poșaga de Jos, Poșaga de Sus, Săgagea.
Poșaga si trova nella zona dei Monti Apuseni e nei dintorni si trovano numerose grotte e le riserve naturali di Cheile Poșăgii e di Scărița-Belioara.
Nel territorio di Poșaga de Jos sono stati ritrovati ornamenti e monete in argento risalenti al I secolo a.C., oggi conservati al Museo di Storia dell'Arte di Vienna, in quanto i ritrovamenti sono stati effettuati all'epoca della dominazione Austroungarica. Sono state inoltre ritrovate tracce di dfruttamento minerario di epoca Dacica e Romana.
Il più antico documento che cita Poșaga de Jos risale al 1365 e la località è citata come Posthaga e, in ungherese, Also Podsága.

## Siti di interesse
- Un santuario antico a Poșaga de Sus
- L'eremo delle "Fonti di Poșaga" (Izvorul Poșaga), a Poșaga de Jos, monastero dove i monaci fanno un'interessante produzione di sculture in legno e pietra.